# Carlton Motor
Carlton Motor Co. war ein britischer Hersteller von Automobilen.

## Unternehmensgeschichte
Das Unternehmen aus Coventry begann 1901 mit der Produktion von Automobilen. Der Markenname lautete Carlton. 1902 endete die Produktion. Eine andere Quelle gibt den Bauzeitraum mit 1900 bis 1903 an.

## Fahrzeuge
Carlton verwendete Einbaumotoren von Aster. Folgende Motoren werden genannt:
- Einzylindermotor mit 3,5 PS Leistung[1]
- Einzylindermotor mit 6 PS[3]
- Einzylindermotor mit 8 PS[2]
- Zweizylindermotor mit 12 PS[2][3]
- Zweizylindermotor mit 20 PS[1]
- Vierzylindermotor mit 24 PS[2]